# 5685 Sanenobufukui
5685 Sanenobufukui este un asteroid din centura principală de asteroizi.

## Descriere
5685 Sanenobufukui este un asteroid din centura principală de asteroizi. A fost descoperit pe 8 decembrie 1990 la Minami-Oda de Toshiro Nomura și Koyo Kawanishi. Asteroidul prezintă o orbită caracterizată de o semiaxă mare de 2,80 ua, o excentricitate de 0,09 și o înclinație de 7,7° în raport cu ecliptica.